# Strumień Trójkąta
Strumień Trójkąta – strumień gwiazd utworzony przez gwiazdy z nieistniejącej już gromady kulistej, wchłoniętej przez Drogę Mleczną, położony w kierunku galaktyk Trójkąta i Andromedy. Strumień został odkryty w 2012 w ramach analizy danych zgromadzonych przez program Sloan Digital Sky Survey. Rozmiary kątowe strumienia wynoszą 0,2° na 12°, co daje rozmiary fizyczne około 75 parseków na 5,5 tysięcy parseków przy odległości od Ziemi wynoszącej około 26±4 tysięcy parseków. Strumień najprawdopodobniej stanowi pozostałość po starej, ubogiej w metale gromadzie kulistej, która należała do halo Drogi Mlecznej.